# Luis Iturri
Luis María Iturri Sojo, popularment anomenat Lus Iturri (Sevilla, 10 de febrer de 1944-Bilbao, 4 de maig de 1998), va ser un actor, autor i director de teatre basc, va dirigir obres en castellà i en èuscar.
Estudià a la Universitat de Deusto. Va fundar el grup de teatre en basc Akelarre el 1966.
Va estrenar en el Teatre Campos de Bilbao Luces de Bohemia de Valle-Inclàn a l'any 1966.

## Obra teatral
- Irrintzi, sobre poemes de Blas de Otero, Aresti i Celaya.
- Guerra Ez
- Hator.